# Tweede Kamerverkiezingen 2017/Kandidatenlijst/Libertarische Partij
Dit is de lijst van kandidaten van de Libertarische Partij (LP) voor de Nederlandse Tweede Kamerverkiezingen van 15 maart 2017, zoals deze op 3 februari 2017 werd vastgesteld door de Kiesraad.. De partij deed mee in zestien van de twintig kieskringen

## Achtergrond
De kandidatenlijsten van de Libertarische Partij in de kieskringen Zwolle, Haarlem, Den Helder en Bonaire werden door de Kiesraad ongeldig verklaard. Ook werd een kandidaat van de lijst geschrapt omdat de verklaring dat zij instemde met haar kandidaatstelling ontbrak.  De lijsttrekker werd Robert Valentine.

## De lijst
1. Robert Valentine – 900
2. Arno Inen – 48
3. Nathan Bouscher – 36
4. Simone Pailer – 107
5. Mathieu Hampton – 37
6. Quintus Backhuijs – 30
7. Imre Wessels – 18
8. Karel Knispel – 18
9. Klaas Wassenaar – 16
10. Juan van Ginkel – 15
11. Aike de Vries – 46
12. Nando Jansen – 26
13. Sjors Nagtegaal – 16
14. Marinus van der Wal – 19
15. Ewout Jansma – 31
16. Bertus Woudwijk – 21
17. Pallieter Koopmans – 12
18. Toine Manders – 96

VVD · PvdA · PVV · SP · CDA · D66 · ChristenUnie · GroenLinks · SGP · Partij voor de Dieren · 50PLUS · OndernemersPartij · VNL · DENK · Nieuwe Wegen · Forum voor Democratie · De Burger Beweging · Vrijzinnige Partij · GeenPeil · Piratenpartij · Artikel 1 · Niet Stemmers · Libertarische Partij · Lokaal in de Kamer · Jezus Leeft · StemNL · Mens en Spirit/Basisinkomen Partij/V-R · Vrije Democratische Partij
1994 · 2012 · 2017 · 2021 · 2023